# Juigné-sur-Loire

Juigné-sur-Loire este o comună în departamentul Maine-et-Loire, Franța. În 2009 avea o populație de 2,491 de locuitori.